# Herman de By
Herman Alexander de By (Rotterdam, 16 febbraio 1873 – Rotterdam, 24 febbraio 1961) è stato un nuotatore olandese.

## Carriera
Partecipò alle gare di nuoto ai Giochi della II Olimpiade di Parigi 1900.
Prese parte alla gara dei 200 metri stile libero arrivando secondo in semifinale, con un tempo di 3'10"4, senza qualificarsi per la finale.